# Merete Fjeldavlie
Merete Fjeldavlie (* 13. August 1968 in Oslo) ist eine ehemalige norwegische Skirennläuferin.

## Sportliche Laufbahn
Die Abfahrts-, Riesenslalom- und Super-G-Spezialistin errang diverse Spitzenplätze. Ihre erste Platzierung in den Weltcuprängen am 28. Januar 1990 im Riesentorlauf von Santa Caterina war mit Rang 10 direkt eine Top-Ten-Platzierung. Rang 3 am 29. Januar 1992 beim Super-G in Morzine war ihr erstes Podium. Am 8. März 1992 gewann sie den Super-G von Vail (USA) vor der Österreicherin Petra Kronberger und Carole Merle (FRA), was auch den ersten Damensieg im Weltcup für Norwegen bedeutete. In jener Saison belegte sie im Super-G-Weltcup den zweiten Platz. In Summe klassierte sie sich bei den von der FIS aufgelisteten 108 Starts 44-mal in den Weltcuprängen, davon zehnmal unter den ersten zehn.
Weniger erfolgreich war sie an Großanlässen. Ein neunter Platz in der Abfahrt bei den Weltmeisterschaften 2001 in St. Anton am Arlberg war ihr bestes Resultat. 2002 beendete sie ihre Karriere als Skirennläuferin.